# Olympische Sommerspiele 1992/Leichtathletik – 100 m Hürden (Frauen)

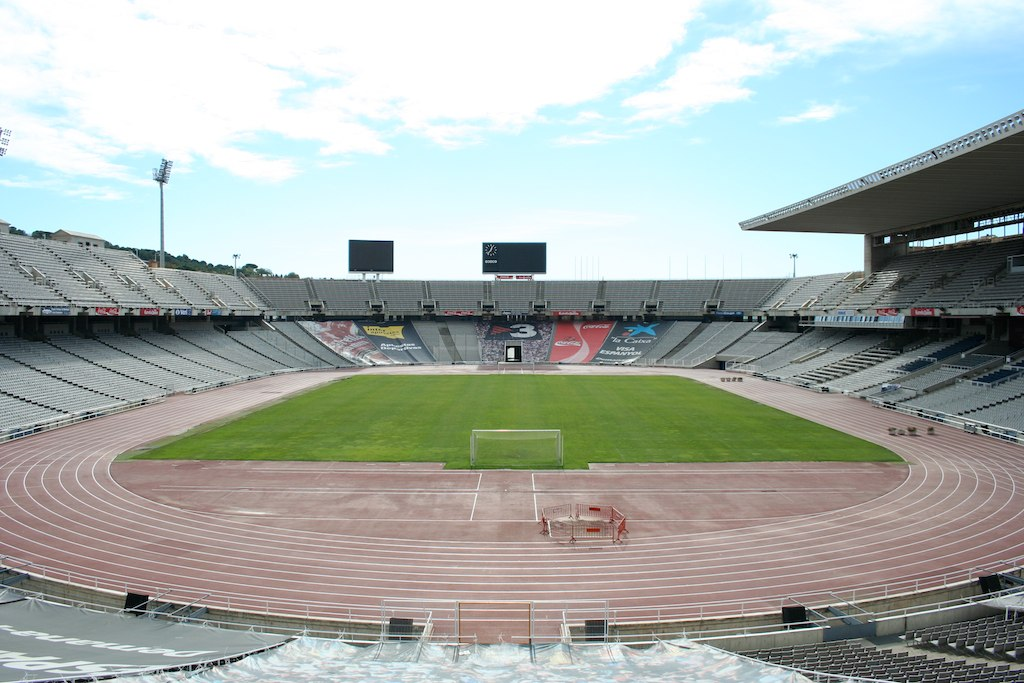
Das Olympiastadion von Barcelona im Jahr 2008

Der 100-Meter-Hürdenlauf der Frauen bei den Olympischen Spielen 1992 in Barcelona wurde am 5. und 6. August 1992 in vier Runden im Olympiastadion Barcelona ausgetragen. 37 Athletinnen nahmen teil.
Olympiasiegerin wurde die Griechin Paraskevi Patoulidou. Sie gewann vor der US-Amerikanerin LaVonna Martin und der Bulgarin Jordanka Donkowa.
Für Deutschland gingen Caren Jung, Kristin Patzwahl und Gabi Roth an den Start. Jung wurde in ihrem Vorlauf disqualifiziert. Roth und Patzwahl schieden im Halbfinale aus.
Athletinnen aus der Schweiz, Österreich und Liechtenstein nahmen nicht teil.

## Aktuelle Titelträgerinnen
| Olympiasiegerin 1988                      | Jordanka Donkowa ( Bulgarien)        | 12,38 s | Seoul 1988            |
| Weltmeisterin 1991                        | Ludmila Naroschilenko ( Sowjetunion) | 12,59 s | Tokio 1991            |
| Europameisterin 1990                      | Monique Éwanjé-Épée ( Frankreich)    | 12,79 s | Split 1990            |
| Panamerikanische Meisterin 1991           | Aliuska López ( Kuba)                | 12,99 s | Havanna 1991          |
| Zentralamerika und Karibik-Meisterin 1991 | Gillian Russell ( Jamaika)           | 13,99 s | Xalapa 1991           |
| Südamerika-Meisterin 1991                 | Carmen Bezanilla ( Chile)            | 13,73 s | Manaus 1991           |
| Asienmeisterin 1991                       | Zhang Yu ( Volksrepublik China)      | 13,37 s | Kuala Lumpur 1991     |
| Afrikameisterin 1992                      | Ime Akpan ( Nigeria)                 | 13,14 s | Belle Vue Maurel 1992 |
| Ozeanienmeisterin 1990                    | Katie Ackerman ( Australien)         | 14,67 s | Suva 1990             |

## Bestehende Rekorde
| Weltrekord         | 12,21 s | Jordanka Donkowa ( Bulgarien) | Stara Sagora, Bulgarien   | 20. August 1988    |
| Olympischer Rekord | 12,38 s | Jordanka Donkowa ( Bulgarien) | Finale OS Seoul, Südkorea | 30. September 1988 |

Der bestehende olympische Rekord wurde bei diesen Spielen nicht erreicht. Die schnellste Zeit erzielte die griechische Olympiasiegerin Paraskevi Patoulidou mit 12,64 s im Finale bei einem Rückenwind von 0,4 m/s. Den olympischen Rekord verfehlte sie dabei nur um 26 Hundertstelsekunden, den Weltrekord um 43 Hundertstelsekunden.

## Vorrunde
Datum: 5. August 1992, 10:45 Uhr
Die Athletinnen traten zu insgesamt fünf Vorläufen an. Für das Viertelfinale qualifizierten sich pro Lauf die ersten vier Sportlerinnen. Darüber hinaus kamen die vier Zeitschnellsten, die sogenannten Lucky Loser, weiter. Die direkt qualifizierten Läuferinnen sind hellblau, die Lucky Loser hellgrün unterlegt.

### Vorlauf 1

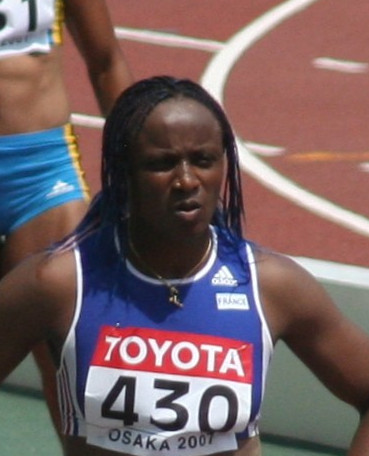
Die später höchst erfolgreiche Eunice Barber scheiterte hier als Siebte des ersten Vorlaufs

Brigita Bukovec war die erste Leichtathletin, die für Slowenien an den Start ging.
| Platz | Name                  | Nation       | Zeit    |
| ----- | --------------------- | ------------ | ------- |
| 1     | Ludmila Naroschilenko | EUN          | 13,04 s |
| 2     | Liliana Năstase       | Rumänien     | 13,23 s |
| 3     | Cécile Cinélu         | Frankreich   | 13,40 s |
| 4     | Brigita Bukovec       | Slowenien    | 11,68 s |
| 5     | María José Mardomingo | Spanien      | 13,58 s |
| 6     | Anu Kaljurand         | Estland      | 13,81 s |
| 7     | Eunice Barber         | Sierra Leone | 15,01 s |
| DNS   | Yasmina Kettab-Azzizi | Algerien     |         |

### Vorlauf 2
| Platz | Name                | Nation              | Zeit    |
| ----- | ------------------- | ------------------- | ------- |
| 1     | Michelle Freeman    | Jamaika             | 12,90 s |
| 2     | Kristin Patzwahl    | Deutschland         | 13,11 s |
| 3     | Gail Devers         | USA                 | 13,19 s |
| 4     | Natalja Kolowanowa  | EUN                 | 13,20 s |
| 5     | Zhu Yuqing          | Volksrepublik China | 13,22 s |
| 6     | Lesley-Ann Skeete   | Großbritannien      | 13,42 s |
| 7     | Nguyễn Thị Thu Hằng | Vietnam             | 15,16 s |

### Vorlauf 3
| Platz | Name                | Nation         | Zeit    |
| ----- | ------------------- | -------------- | ------- |
| 1     | Jordanka Donkowa    | Bulgarien      | 12,96 s |
| 2     | Aliuska López       | Kuba           | 13,08 s |
| 3     | Marina Asjabina     | EUN            | 13,10 s |
| 4     | Jacqueline Agyepong | Großbritannien | 13,25 s |
| 5     | Dionne Rose         | Jamaika        | 13,29 s |
| 6     | Keturah Anderson    | Kanada         | 13,33 s |
| 7     | Monique Éwanjé-Épée | Frankreich     | 13,73 s |
| 8     | Louisette Thobi     | Kamerun        | 14,37 s |

### Vorlauf 4
| Platz | Name                  | Nation              | Zeit    |
| ----- | --------------------- | ------------------- | ------- |
| 1     | LaVonna Martin        | USA                 | 12,82 s |
| 2     | Gillian Russell       | Jamaika             | 13,07 s |
| 3     | Sylvia Dethiér        | Belgien             | 13,19 s |
| 4     | Zhang Yu              | Volksrepublik China | 13,26 s |
| 5     | Nicole Ramalalanirina | Madagaskar          | 13,40 s |
| 6     | Sriyani Kulawansa     | Simbabwe            | 13,55 s |
| DSQ   | Caren Jung            | Deutschland         |         |
| DNS   | Julie Baumann         | Schweiz             |         |

### Vorlauf 5
| Platz | Name                 | Nation         | Zeit    | Anmerkung               |
| ----- | -------------------- | -------------- | ------- | ----------------------- |
| 1     | Lynda Tolbert        | USA            | 12,96 s |                         |
| 2     | Anne Piquereau       | Frankreich     | 13,11 s |                         |
| 3     | Gabi Roth            | Deutschland    | 13,12 s |                         |
| 4     | Paraskevi Patoulidou | Griechenland   | 13,14 s |                         |
| 5     | Odalys Adams         | Kuba           | 13,28 s |                         |
| 6     | Kay Morley-Brown     | Großbritannien | 13,44 s |                         |
| 7     | Chan Sau Ying        | Hongkong       | 13,88 s |                         |
| 8     | Elisabeta Pawlowska  | IOP            | 14,26 s | Athletin aus Mazedonien |

## Viertelfinale
Datum: 5. August 1992, 18:00 Uhr
Aus den drei Viertelfinalläufen qualifizierten sich die jeweils ersten vier Athletinnen für das Halbfinale. Darüber hinaus kamen die vier Zeitschnellsten, die sogenannten Lucky Loser, weiter. Die direkt qualifizierten Läuferinnen sind hellblau, die Lucky Loser hellgrün unterlegt.
Da die Slowenierin Brigita Bukovec und die Chinesin Zhang Yu in Lauf eins sowie die Deutsche Gabi Roth in Lauf drei mit 13,28 s die jeweils gleiche Zeit gelaufen waren und damit gemeinsam den vierten und letzten Startplatz der Lucky Loser belegten, durften alle drei im Halbfinale starten.

### Lauf 1
| Platz | Name             | Nation              | Zeit    |
| ----- | ---------------- | ------------------- | ------- |
| 1     | LaVonna Martin   | USA                 | 12,82 s |
| 2     | Aliuska López    | Kuba                | 13,01 s |
| 3     | Gillian Russell  | Jamaika             | 13,23 s |
| 4     | Marina Asjabina  | EUN                 | 13,26 s |
| 5     | Brigita Bukovec  | Slowenien           | 13,28 s |
| 6     | Zhang Yu         | Volksrepublik China | 13,28 s |
| 7     | Keturah Anderson | Kanada              | 13,31 s |
| 8     | Sylvia Dethiér   | Belgien             | 13,32 s |

### Lauf 2

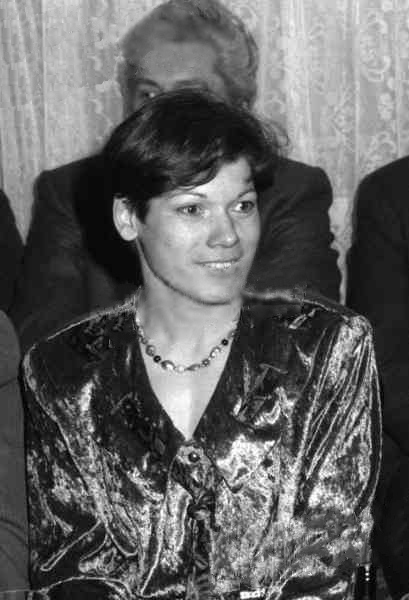
Liliana Năstase – ausgeschieden als Achte des zweiten Viertelfinals

| Platz | Name                 | Nation       | Zeit    |
| ----- | -------------------- | ------------ | ------- |
| 1     | Jordanka Donkowa     | Bulgarien    | 12,84 s |
| 2     | Lynda Tolbert        | USA          | 12,96 s |
| 3     | Paraskevi Patoulidou | Griechenland | 13,05 s |
| 4     | Natalja Kolowanowa   | EUN          | 13,06 s |
| 5     | Cécile Cinélu        | Frankreich   | 13,07 s |
| 6     | Kristin Patzwahl     | Deutschland  | 13,16 s |
| 7     | Dionne Rose          | Jamaika      | 13,17 s |
| 8     | Liliana Năstase      | Rumänien     | 13,33 s |

### Lauf 3
| Platz | Name                  | Nation              | Zeit    |
| ----- | --------------------- | ------------------- | ------- |
| 1     | Gail Devers           | USA                 | 12,76 s |
| 2     | Ludmila Naroschilenko | EUN                 | 13,06 s |
| 3     | Anne Piquereau        | Frankreich          | 13,17 s |
| 4     | Odalys Adams          | Kuba                | 13,26 s |
| 5     | Gabi Roth             | Deutschland         | 13,28 s |
| 6     | Zhu Yuqing            | Volksrepublik China | 13,31 s |
| 7     | Jacqueline Agyepong   | Großbritannien      | 13,36 s |
| 8     | Michelle Freeman      | Jamaika             | 15,84 s |

## Halbfinale
Datum: 6. August 1992, 18:00 Uhr
Aus den beiden Halbfinals qualifizierten sich die jeweils ersten vier Läuferinnen für das Finale (hellblau unterlegt).

### Lauf 1
| Platz | Name               | Nation              | Zeit    |
| ----- | ------------------ | ------------------- | ------- |
| 1     | Lynda Tolbert      | USA                 | 13,10 s |
| 2     | Gail Devers        | USA                 | 13,14 s |
| 3     | Natalja Kolowanowa | EUN                 | 13,15 s |
| 4     | Aliuska López      | Kuba                | 13,16 s |
| 5     | Anne Piquereau     | Frankreich          | 13,32 s |
| 6     | Gillian Russell    | Jamaika             | 13,35 s |
| 7     | Zhang Yu           | Volksrepublik China | 13,39 s |
| 8     | Kristin Patzwahl   | Deutschland         | 13,44 s |
| 9     | Brigita Bukovec    | Slowenien           | 13,68 s |

### Lauf 2
| Platz | Name                  | Nation       | Zeit    |
| ----- | --------------------- | ------------ | ------- |
| 1     | LaVonna Martin        | USA          | 12,81 s |
| 2     | Jordanka Donkowa      | Bulgarien    | 12,87 s |
| 3     | Paraskevi Patoulidou  | Griechenland | 12,88 s |
| 4     | Odalys Adams          | Kuba         | 13,14 s |
| 5     | Marina Asjabina       | EUN          | 13,22 s |
| 6     | Gabi Roth             | Deutschland  | 13,22 s |
| 7     | Dionne Rose           | Jamaika      | 13,22 s |
| 8     | Cécile Cinélu         | Frankreich   | 13,24 s |
| DNS   | Ludmila Naroschilenko | EUN          |         |

## Finale
Datum: 6. August 1992, 20:10 Uhr
Wind: +0,4 m/s
| Platz | Name                 | Nation       | Zeit    |
| ----- | -------------------- | ------------ | ------- |
| 1     | Paraskevi Patoulidou | Griechenland | 12,64 s |
| 2     | LaVonna Martin       | USA          | 12,69 s |
| 3     | Jordanka Donkowa     | Bulgarien    | 12,70 s |
| 4     | Lynda Tolbert        | USA          | 12,75 s |
| 5     | Gail Devers          | USA          | 12,75 s |
| 6     | Aliuska López        | Kuba         | 12,87 s |
| 7     | Natalja Kolowanowa   | EUN          | 13,01 s |
| 8     | Odalys Adams         | Kuba         | 13,57 s |

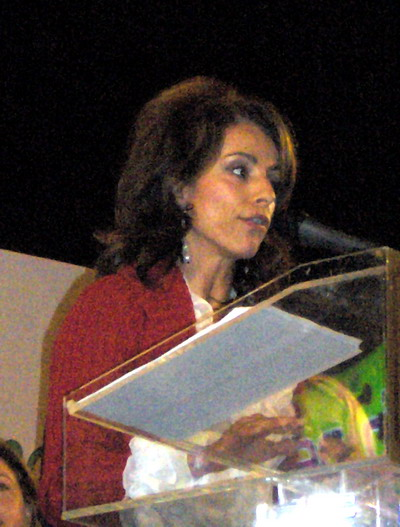
Überraschungsolympiasiegerin Paraskevi Patoulidou (hier in einer Aufnahme des Jahres 2006)

Für das Finale hatten sich drei US-Amerikanerinnen und zwei Kubanerinnen qualifiziert. Komplettiert wurde das Finalfeld durch je eine Starterin aus Bulgarien, Griechenland und dem Vereinten Team.
Da die amtierende Weltmeisterin Ludmila Naroschilenko verletzungsbedingt im Halbfinale nicht starten konnte, galt die US-Amerikanerin Gail Devers, die hier in Barcelona bereits Olympiasiegerin über 100 Meter geworden war, als alleinige Favoritin. Stark eingeschätzt wurden auch die bulgarische Olympiasiegerin von 1988 Jordanka Donkowa und LaVonna Martin aus den USA.
Im Finale lag Devers bis zur neunten Hürde in Front. Durch Berührung der zehnten und letzten Hürde kam sie ins Stolpern und verlor völlig ihren Rhythmus. Sie rettete sich zwar noch als Fünfte in Ziel, aber ihre Hoffnungen auf einen zweiten Olympiasieg konnte sie begraben. Vier Hürdensprinterinnen zogen an ihr vorbei und die Goldmedaille gewann völlig überraschend die Griechin Paraskevi Patoulidou, die niemand vorher auf der Rechnung hatte. LaVonna Martin wurde Zweite und Patoulidous Vorgängerin Jordanka Donkowa errang die Bronzemedaille vor der dritten US-Amerikanerin Lynda Tolbert. Sechste wurde die Kubanerin Aliuska López.
Paraskevi Patoulidou war die erste griechische Frau, die eine Medaille bei Olympischen Spielen gewinnen konnte. Gleichzeitig war es der erste Olympiasieg ihres Landes in der Leichtathletik seit 1912.

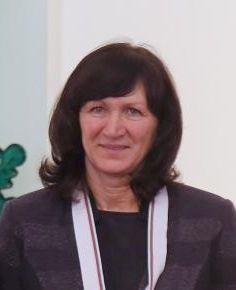
Bronze eroberte die Olympiasiegerin von 1988 Jordanka Donkowa (hier im Jahr 2013)
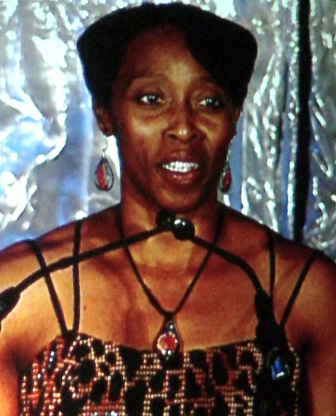
Mitfavoritin Gail Devers (Foto: 2011) – fünf Tage zuvor Olympiasiegerin über 100 Meter – stolperte an der letzten Hürde und musste so mit Rang fünf zufrieden sein

## Videolinks
- Olympic Games 1992 - Barcelona - 100m Hurdles Women (Patoulidou~Gold Medal), youtube.com, abgerufen am 25. Dezember 2021
- Women’s 100m Hurdles Final Barcelona Olympics 1992, youtube.com, abgerufen am 17. Februar 2018
- Women’s 100m Hurdles Quarter-Finals 2 & 3 – 1992 Olympic Games, youtube.com, abgerufen am 25. Dezember 2021